# Boracza-Hütte
Die Boracza-Hütte (pl. Schronisko PTTK na Hali Boraczej) liegt auf einer Höhe von 854 Metern Höhe in Polen in den Saybuscher Beskiden auf der Alm Hala Boracza am Nordwesthang des Redykalny Wierch. Das Gebiet gehört zur Gemeinde Milówka. Die Hütte ist nach der Alm Hala Boracza benannt.

## Geschichte

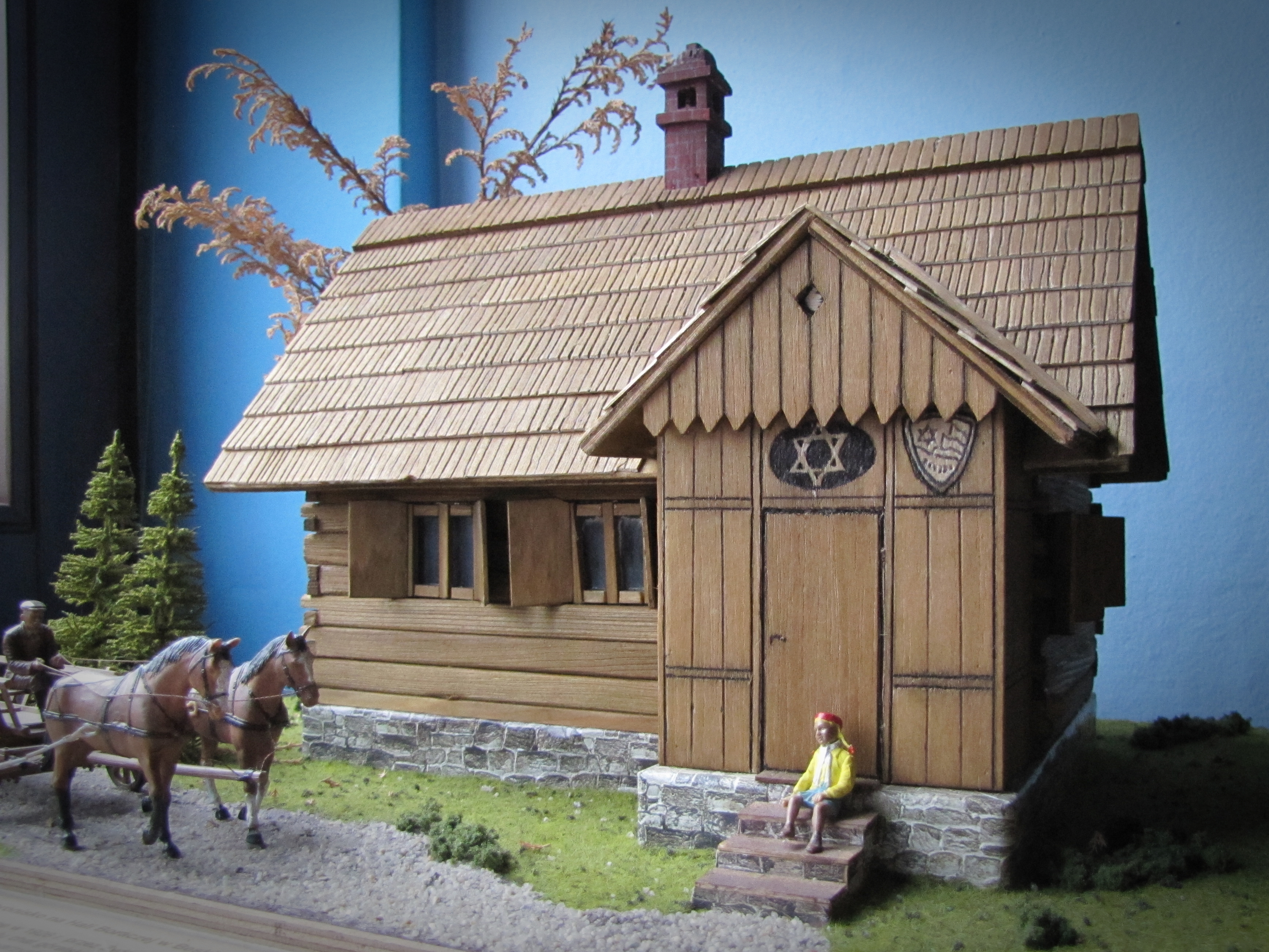
Modell der ersten Hütte

Die Hütte wurde 1925 durch den Jüdischen Sportverein Makkabi in Bielsko eröffnet. Es war damals die erste jüdische Berghütte weltweit. Die Holzhütte brannte 1932 ab und wurde im selben Jahr in Stein für 100 Gäste wieder aufgebaut und nach Max Nordau Nordauhaus benannt. Es entstand auch ein kleines Kurhaus, eine Poststation und ein Skischuppen. Während des Zweiten Weltkriegs wurde die Hütte zunächst verwüstet und dann von dem Beskidenverein übernommen. 1946 wurde die Hütte notdürftig restauriert und wieder der Öffentlichkeit zugänglich gemacht. Die Hütte steht seither im Eigentum des PTTK. In den 1960er Jahren und 2008 wurde die Hütte erneuert. Sie liegt unweit des Beskidenhauptwanderwegs. Der Blick von der Hütte erstreckt sich von den Saybuscher bis zu den Schlesischen Beskiden. Ein Skilift befindet sich in der Nähe der Hütte.

## Touren
Gipfel in der näheren Umgebung der Hütte sind:
- Rysianka (1322 m)
- Redykalny Wierch (1144 m)